# Gerald J. Toomer
Gerald James Toomer (Aldershot, 23 novembre 1934) è uno storico e storico della scienza britannico.
È uno storico dell'astronomia e della matematica che ha scritto numerosi libri e pubblicazioni sull'astronomia dei Greci e quella islamica medioevale. 
In particolare, ha tradotto in inglese l'Almagesto di Claudio Tolomeo.
Precedentemente componente del Corpus Christi College, Cambridge University, si trasferì alla Brown University come ricercatore nel 1959 per lo studio della "storia della matematica nell'antichità e la trasmissione di questi sistemi attraverso gli Arabi in Europa medievale." 
È entrato nel dipartimento di storia della matematica nel 1963, divenne professore associato nel 1965, e fu preside dal 1980 al 1986.

## Alcune pubblicazioni
- Diocle: On burning mirrors. The arabic translation of the lost greek original. ed., with English translation and commentary by G. J. Toomer. Springer, Berlin, Heidelberg, New York 1976 (Sources in the history of mathematics and physical sciences, 1).	ISBN 3-540-07478-3.
- Apollonius: Conics, books V to VII. The Arabic translation of the lost Greek original in the version of the Banū Mūsā. In two volumes. Ed. with transl. and commentary by G. J. Toomer. Springer, New York, Berlin, Heidelberg, Springer (Sources in the history of mathematics and physical sciences, 9). ISBN 3-540-97216-1.
- "Lost Greek mathematical works in Arabic translation."  Mathematical Intelligencer, volume 6, 1984, pages 32–38.
- Ptolemy's Almagest, Univ. Pr., Princeton, 1984, 1998, ISBN 0-691-00260-6 (English translation).
- Hipparchus and Babylonian Astronomy. In: Erle Leichty, Maria de J. Ellis, Pamel Gerardi: A Scientific Humanist: Studies in Memory of Abraham Sachs. Philadelphia: Occasional Publications of the Samuel Noah Kramer Fund, 9, 1988.
- Eastern Wisdom and Learning. The study of Arabic in 17th century England. Oxford University Press 1996.
- John Selden. A life in scholarship. Oxford University Press, 2009.